# Doru-Claudian Frunzulică

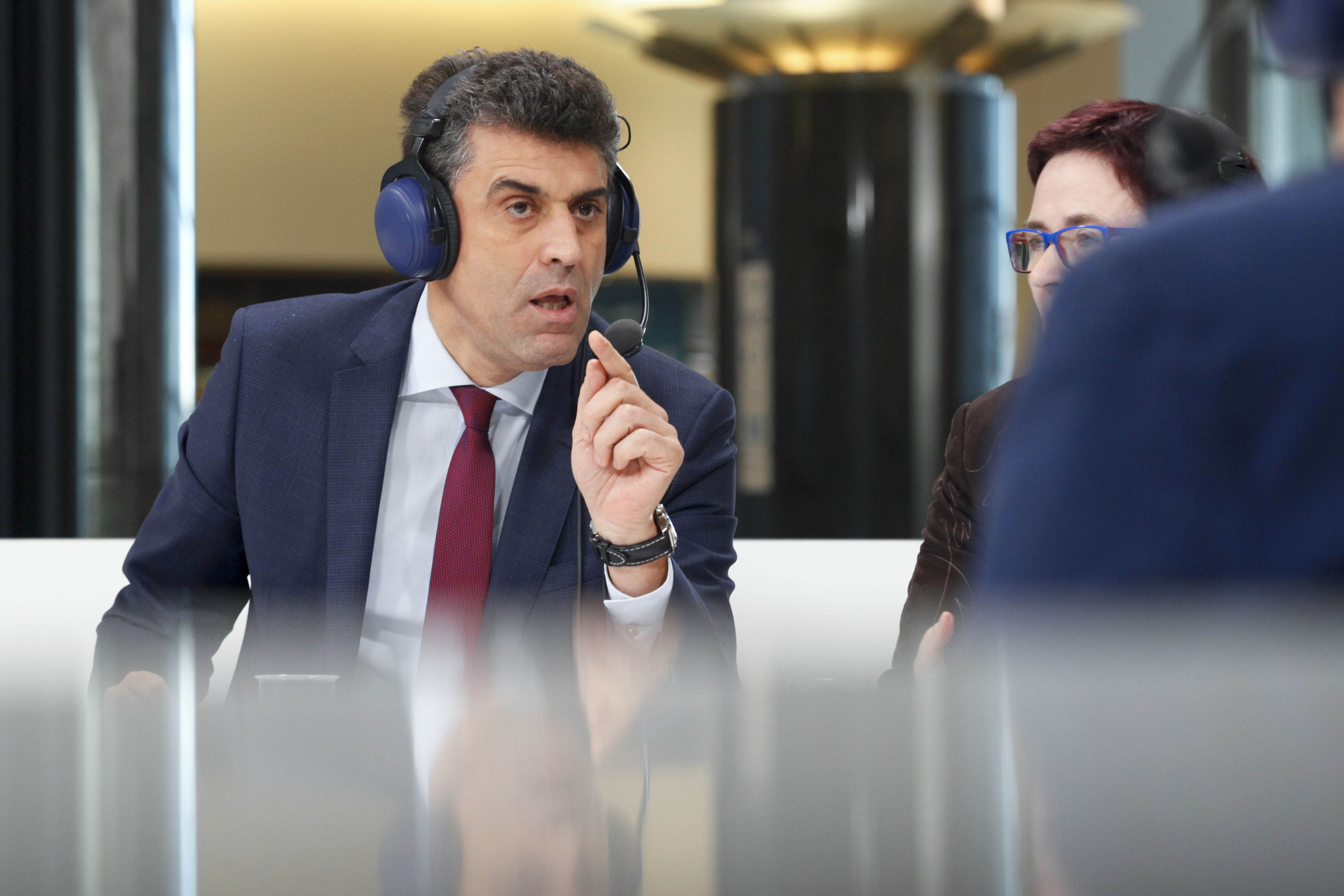
Doru-Claudian Frunzulică, 2016

Doru-Claudian Frunzulică (* 8. Juli 1959 in Caracal) ist ein rumänischer Politiker der UNPR.

## Leben
Seit 2014 ist Frunzulică Abgeordneter im Europäischen Parlament. Dort ist er Mitglied im Entwicklungsausschuss und in der Delegation für die Beziehungen zur Parlamentarischen Versammlung der NATO.